# Nanyang
Nanyang (en chino, 南阳; pinyin, Nán·Yáng) es una ciudad-prefectura en la provincia de Henan, en la República Popular China. Las fronteras son: Sanmenxia al norte, la provincia de Hubei, al sur, Shaanxi al oeste y Zhumadian  al este. Su área es de 26 511 km² y su población total para 2020 superó los 9,7 millones de habitantes. 

## Administración
Desde 2019, la ciudad prefectura de Nanyang se divide en 13 localidades que se administran en 2 distritos urbanos, 1 ciudad suburbana y 10 condados rurales.
- Distrito de Wolong (卧龙 区)
- Distrito Wancheng (宛城区)
- Ciudad Dengzhou  (邓州市)
- Condado Xinye (新野县)
- Condado Sheqi (社旗县)
- Condado Tanghe  (唐河 县)
- Condado Tongbai  (桐柏 县)
- Condado Fangcheng  (方 城县)
- Condado Nanzhao (南召县)
- Condado Zhenping (镇平县)
- Condado Neixiang (内乡县)
- Condado Xixia (西峡 县)
- Condado Xichuan  (淅川县)

## Toponimia
El topónimo Nanyang se compone de los sinogramas Nan (sur) y Yang (nombre propio), con el significado "el sur es su Yang". Muchos lugares de China, en el nombre llevan "Yang" porque están situadas al norte de un río, o al sur de una montaña (siguiendo las tradición del Feng shui con el Yin y yang).
Cuando la dinastía Qin fundó el condado, este se llamó "Nanyang" por estar ubicado al sur (nan) del monte Funiu (伏牛山). Anteriormente, se conocía como "Wan", que proviene de la palabra "cuenco", ya que se encuentra en el centro de una cuenca, y el nombre deriva de su forma.

## Clima
Nanyang tiene un clima subtropical húmedo de cuatro estaciones, con fuerte influencia monzónica: los inviernos son frescos pero secos, y los veranos calurosos y húmedos. La temperatura media diaria mensual en enero es de 1,6 °C y en julio de 27,0 °C; la media anual es de 15,2 °C. Más de la mitad de las precipitaciones se producen entre junio y agosto. El invierno dura entre 110 y 135 días, seguido del verano, de 110 a 120 días, y la primavera y el otoño, de 55 a 70 días.
| Parámetros climáticos promedio de Nanyang (1991–2020 normal, extremas 1971–presente) | Parámetros climáticos promedio de Nanyang (1991–2020 normal, extremas 1971–presente) | Parámetros climáticos promedio de Nanyang (1991–2020 normal, extremas 1971–presente) | Parámetros climáticos promedio de Nanyang (1991–2020 normal, extremas 1971–presente) | Parámetros climáticos promedio de Nanyang (1991–2020 normal, extremas 1971–presente) | Parámetros climáticos promedio de Nanyang (1991–2020 normal, extremas 1971–presente) | Parámetros climáticos promedio de Nanyang (1991–2020 normal, extremas 1971–presente) | Parámetros climáticos promedio de Nanyang (1991–2020 normal, extremas 1971–presente) | Parámetros climáticos promedio de Nanyang (1991–2020 normal, extremas 1971–presente) | Parámetros climáticos promedio de Nanyang (1991–2020 normal, extremas 1971–presente) | Parámetros climáticos promedio de Nanyang (1991–2020 normal, extremas 1971–presente) | Parámetros climáticos promedio de Nanyang (1991–2020 normal, extremas 1971–presente) | Parámetros climáticos promedio de Nanyang (1991–2020 normal, extremas 1971–presente) | Parámetros climáticos promedio de Nanyang (1991–2020 normal, extremas 1971–presente) |
| Mes                                                                                  | Ene.                                                                                 | Feb.                                                                                 | Mar.                                                                                 | Abr.                                                                                 | May.                                                                                 | Jun.                                                                                 | Jul.                                                                                 | Ago.                                                                                 | Sep.                                                                                 | Oct.                                                                                 | Nov.                                                                                 | Dic.                                                                                 | Anual                                                                                |
| ------------------------------------------------------------------------------------ | ------------------------------------------------------------------------------------ | ------------------------------------------------------------------------------------ | ------------------------------------------------------------------------------------ | ------------------------------------------------------------------------------------ | ------------------------------------------------------------------------------------ | ------------------------------------------------------------------------------------ | ------------------------------------------------------------------------------------ | ------------------------------------------------------------------------------------ | ------------------------------------------------------------------------------------ | ------------------------------------------------------------------------------------ | ------------------------------------------------------------------------------------ | ------------------------------------------------------------------------------------ | ------------------------------------------------------------------------------------ |
| Temp. máx. abs. (°C)                                                                 | 20.5                                                                                 | 22.8                                                                                 | 31.9                                                                                 | 34.4                                                                                 | 38.9                                                                                 | 41.4                                                                                 | 39.7                                                                                 | 40.3                                                                                 | 39.0                                                                                 | 33.0                                                                                 | 28.5                                                                                 | 21.4                                                                                 | '                                                                                    |
| Temp. máx. media (°C)                                                                | 6.7                                                                                  | 10.4                                                                                 | 15.5                                                                                 | 22.0                                                                                 | 27.4                                                                                 | 31.1                                                                                 | 31.8                                                                                 | 30.9                                                                                 | 27.0                                                                                 | 22.0                                                                                 | 15.0                                                                                 | 8.9                                                                                  | 20.7                                                                                 |
| Temp. media (°C)                                                                     | 1.8                                                                                  | 5.0                                                                                  | 10.1                                                                                 | 16.4                                                                                 | 21.8                                                                                 | 25.9                                                                                 | 27.4                                                                                 | 26.4                                                                                 | 22.0                                                                                 | 16.5                                                                                 | 9.6                                                                                  | 3.8                                                                                  | 15.6                                                                                 |
| Temp. mín. media (°C)                                                                | -1.9                                                                                 | 0.7                                                                                  | 5.5                                                                                  | 11.3                                                                                 | 16.6                                                                                 | 21.2                                                                                 | 23.8                                                                                 | 22.9                                                                                 | 18.1                                                                                 | 12.2                                                                                 | 5.5                                                                                  | -0.1                                                                                 | 11.3                                                                                 |
| Temp. mín. abs. (°C)                                                                 | -13.5                                                                                | -13.9                                                                                | -6.5                                                                                 | -0.4                                                                                 | 5.0                                                                                  | 11.8                                                                                 | 15.7                                                                                 | 14.0                                                                                 | 7.9                                                                                  | -1.2                                                                                 | -6.2                                                                                 | -17.5                                                                                | '                                                                                    |
| Precipitación total (mm)                                                             | 13.0                                                                                 | 14.9                                                                                 | 31.3                                                                                 | 47.8                                                                                 | 81.9                                                                                 | 119.8                                                                                | 181.4                                                                                | 128.3                                                                                | 78.2                                                                                 | 50.0                                                                                 | 34.7                                                                                 | 11.2                                                                                 | 792.5                                                                                |
| Días de precipitaciones (≥ 0.1 mm)                                                   | 4.5                                                                                  | 5.8                                                                                  | 7.2                                                                                  | 7.4                                                                                  | 8.7                                                                                  | 9.4                                                                                  | 11.7                                                                                 | 10.8                                                                                 | 9.3                                                                                  | 8.0                                                                                  | 6.7                                                                                  | 4.3                                                                                  | 93.8                                                                                 |
| Días de nevadas (≥ 1 mm)                                                             | 4.3                                                                                  | 3.2                                                                                  | 1.2                                                                                  | 0                                                                                    | 0                                                                                    | 0                                                                                    | 0                                                                                    | 0                                                                                    | 0                                                                                    | 0                                                                                    | 1.0                                                                                  | 2.6                                                                                  | 12.3                                                                                 |
| Horas de sol                                                                         | 100.2                                                                                | 114.5                                                                                | 148.3                                                                                | 179.2                                                                                | 183.5                                                                                | 168.7                                                                                | 170.7                                                                                | 177.2                                                                                | 144.3                                                                                | 142.0                                                                                | 122.5                                                                                | 114.7                                                                                | 1765.8                                                                               |
| Humedad relativa (%)                                                                 | 67                                                                                   | 66                                                                                   | 66                                                                                   | 67                                                                                   | 65                                                                                   | 68                                                                                   | 78                                                                                   | 78                                                                                   | 75                                                                                   | 71                                                                                   | 72                                                                                   | 68                                                                                   | 70.1                                                                                 |
| Fuente n.º 1:                                                                        |                                                                                      |                                                                                      |                                                                                      |                                                                                      |                                                                                      |                                                                                      |                                                                                      |                                                                                      |                                                                                      |                                                                                      |                                                                                      |                                                                                      |                                                                                      |
| Fuente n.º 2: Weather China                                                          |                                                                                      |                                                                                      |                                                                                      |                                                                                      |                                                                                      |                                                                                      |                                                                                      |                                                                                      |                                                                                      |                                                                                      |                                                                                      |                                                                                      |                                                                                      |